# Euderces westcotti
Euderces westcotti là một loài bọ cánh cứng trong họ Cerambycidae.